# 5398 Jennifergannon
5398 Jennifergannon este o planetă minoră (asteroid), cu un diametru de 10,471 km, din centura de asteroizi. A fost descoperită pe 13 ianuarie 1989 la Kushiro de Seiji Ueda⁠(d). 
Obiectul prezintă o orbită caracterizată de o semiaxă mare de 3,0048913 UAi, o excentricitate de 0,0224253, o înclinație de 9,62754 ° în raport cu ecliptica.